# Lakeland (Floride)
Pour les articles homonymes, voir Lakeland.
Lakeland est une ville du comté de Polk, dans l'État de Floride, aux États-Unis d'Amérique.
Cette petite ville se trouve au cœur d'une zone productrice d'agrumes, émaillée de lacs, d'où son nom. Elle doit son essor à Abraham Godwin Munn, homme d'affaires du Kentucky qui passait ses hivers en Floride. Séduit par la salubrité du climat en hiver, Munn acheta, sans même les voir, 405 ha de terres gouvernementales, dont 32 ha du Lakeland d'aujourd'hui. En 1883, un premier noyau de peuplement s'établit autour du lac Wire, où se trouvait alors un camp d'ouvriers participant à la construction de la voie ferrée d'Henry Plant. Grâce au talent de persuasion de Munn, qui avait fait construire à ses frais une gare de belle allure, le site de Lakeland fut bientôt desservi par le train et une véritable ville prit forme sans tarder. En 1885, l'arrivée de deux autres voies ferrées en fit un important nœud de communication et en assura le futur. Grâce à un sol fertile, la région produisait fraises et agrumes (dont une célèbre variété de pamplemousses sans pépins), tandis que les mines locales exploitaient le précieux phosphate, qu'on acheminait par rail jusqu'aux usines d'engrais. Aujourd'hui encore, agriculture et exploitation minière jouent un rôle essentiel dans l'économie locale, une bonne partie des agrumes américains étant produits et conditionnés sur place ou dans les environs immédiats.

## Démographie
| 1890 | 1900  | 1910  | 1920  | 1930   | 1940   |
| ---- | ----- | ----- | ----- | ------ | ------ |
| 552  | 1 180 | 3 719 | 7 062 | 18 554 | 22 068 |

| 1950   | 1960   | 1970   | 1980   | 1990   | 2000   |
| ------ | ------ | ------ | ------ | ------ | ------ |
| 30 851 | 41 350 | 42 803 | 47 406 | 70 576 | 78 452 |

| 2010   | - | - | - | - | - |
| ------ | - | - | - | - | - |
| 97 422 | - | - | - | - | - |

## Personnalités liées à la commune
- Faith Evans, chanteuse de R'n'B
- Meta Given, nutritionniste, chroniqueuse et auteure de livres de cuisine
- Killian Hayes, joueur de basket-ball